# La caduta (romanzo Michael Connelly)
La caduta (The Drop) è un romanzo dello scrittore statunitense Michael Connelly, edito nel 2011. È il quindicesimo romanzo con protagonista il detective Harry Bosch.
Il libro è stato tradotto in slovacco, turco, olandese, italiano e altre lingue; in lingua originale ci sono state molte ristampe e nuove edizioni.

## Trama
Nella sezione Crimini Irrisolti, Bosch sta indagando su un caso del 1989: una ragazza è stata uccisa e violentata, unica traccia una goccia di sangue che dopo anni evidenzia l'associazione col DNA di un noto maniaco sessuale.
Il detective verrà distolto da un'indagine che gli verrà imposta: deve scoprire qual è la causa della morte di un avvocato trovato schiantato sotto la sua stanza del lussuoso Chateau Marmont. L'uomo era il figlio dell'ex capo della polizia di Los Angeles, da sempre acerrimo nemico di Harry Bosch.

## Edizioni in italiano
- Michael Connelly, La caduta, traduzione di Mariagiulia Castagnone, Milano: Piemme, 2014
- Michael Connelly, La caduta, traduzione di Mariagiulia Castagnone, Milano: Piemme: Pickwick, 2016